# بيس بيلغريم
بيس بيلغريم (بالإنجليزية: Peace Pilgrim) (وُلدت في 18 يوليو عام 1908 – توفيت في 7 يوليو عام 1981)، واسمها الحقيقي ميلدريد ليسيت نورمان، هي مدرّسة روحية أمريكية ومتصوفة ومسالمة وناشطة نباتية وناشطة وفي مجال السلام. في عام 1952، أصبحت بيلغريم أول امرأة تسير درب الأبالاش كاملًا في فصل واحد. بدأت في 1 يناير عام 1953 في باسادينا بولاية كاليفورنيا، واتخذت اللقب «بيس بيلغريم» أو حاجّة السلام، وسارت عبر أراضي الولايات المتحدة الأمريكية لـ 28 عامًا، تحدثت خلالها مع الآخرين عن السلام. توفيت بيلغريم عندما كانت في رحلتها السابعة على طول البلاد.
نُشر نص محادثة من عام 1964 أجرتها إذاعة كي بي إف كي في لوس أنجلوس بولاية كاليفورنيا مع بيس بيلغريم، وكان النص بعنوان «خطوات نحو السلام الداخلي». في ذلك العام، توقفت بيلغريم عن عدّ الأميال التي كانت تسيرها، فسارت حينها أكثر من 40 ألف كيلومتر من أجل السلام.

## حياتها المبكرة
وُلدت ميلدريد ليسيت نورمان في مزرعة للدواجن في إيغ هاربور سيتي بنيو جيرسي عام 1908، وكانت أكبر طفلة بين أخواتها الثلاث. عملت والدتها جوزفين ماري رانش خياطة، وكان والدها إرنيست نورمان نجارًا. على الرغم من فقر عائلة نورمان، لكنها كانت عائلة محبوبة في مجتمع المهاجرين الألمان، حيث استوطن أقرباء العائلة أساسًا في هذه المنطقة بعد هروبهم من ألمانيا عام 1855.
في عام 1933، هربت نورمان مع ستانلي رايدر وانتقلا إلى فيلادلفيا عام 1939. وقد تطلق الزوجان عام 1946.

## الحج

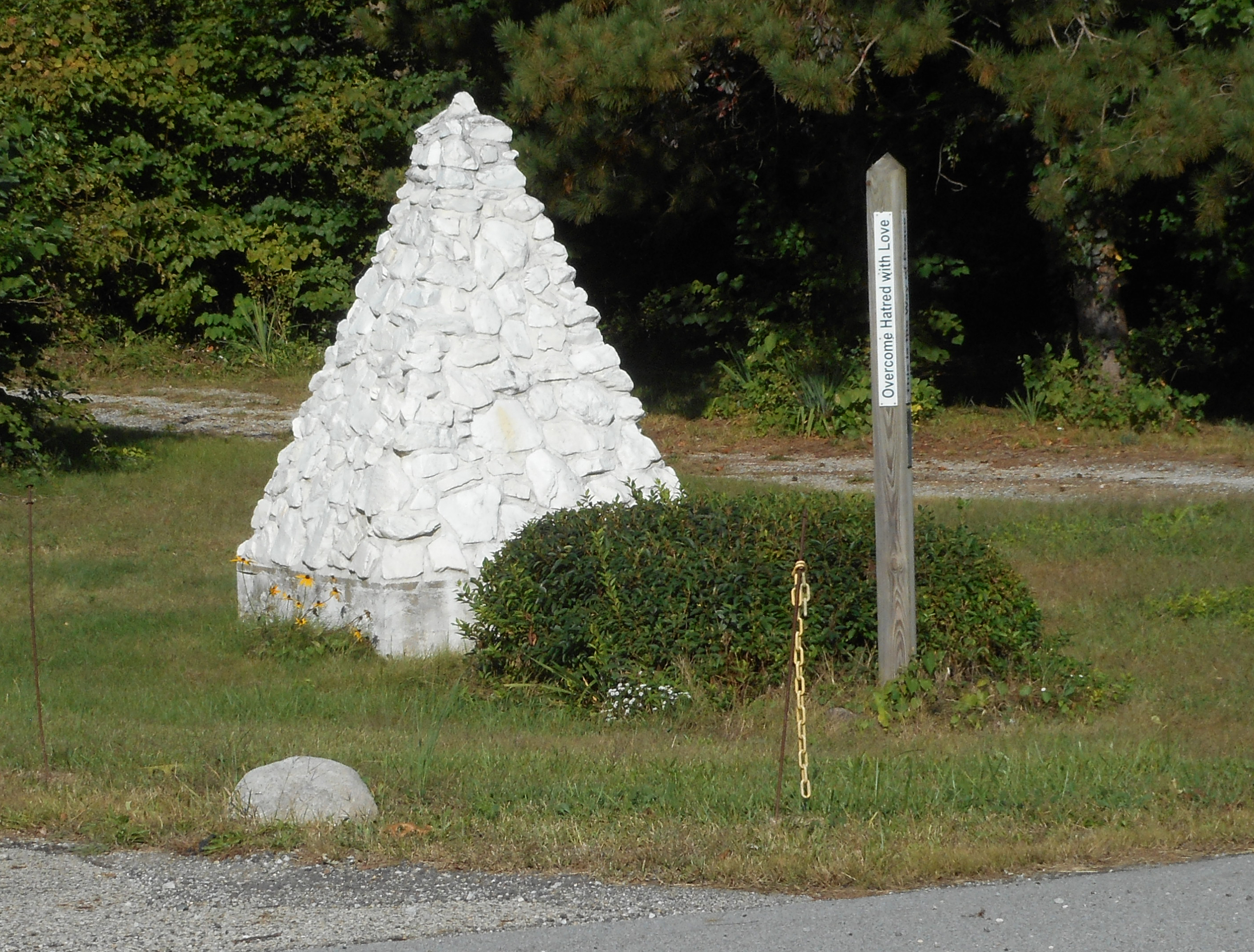
Peace Pilgrim Memorial3

في كتاب «بيس بيلغريم: حياتها وعملها بناءً على كلامها الشخصي»، أوضحت بيلغريم أن رحلتها الجسدية بدأت بعدما شهدت «صحوة روحية»، عقب فترة طويلة من ممارسة التأمل. قالت بيلغريم أن صحوتها الروحية ناجمة عن تجربة صوفية مباشرة شهدت خلالها حب «الخالق». ادعت بيلغريم أن تلك التجربة دفعتها إلى بدء رحلات المسير الطويلة من أجل السلام، والتي استغرقت عقودًا من الزمن.
استمرت رحلات الحج نحو 3 عقود من الزمن، وبدأت من 1 يناير عام 1953 في باسادينا بكاليفورنيا. كانت الحرب الكورية دائرة في تلك الأثناء. استمرت بيلغريم بالمشي لـ 28 عامًا، أي أنها شهدت التدخل الأمريكي في الحرب الفيتنامية. ألقت بيس بيلغريم عددًا من الخطابات في الكنائس والجامعات وعلى إذاعات الراديو والتلفزيون في الولايات المتحدة.
عبّرت نورمان عن أفكارها حول السلام، وأطلقت على نفسها لقب «بيس بيلغريم». لم تملك بيس بيلغريم سوى بضعة ملابس وضعتها في حقيبتها وبعض الأغراض الأخرى التي حملتها في جيوبها، وارتدت سترة زرقاء كُتب عليها «حاجة السلام Peace Pilgrim» على الوجه الأمامي و «25 ألف ميل سيرًا على الأقدام من أجل السلام» على الوجه الخلفي. لم تملك بيلغريم أي خلفية تنظيمية، ولم تحمل أي نقود، ولم تسأل الناس عن الطعام أو المأوى. عندما بدأت رحلة الحج، أقسمت بـ «البقاء رحالة حتى تتعلم البشرية السبيل إلى السلام، والسير حتى تُمنح المأوى والصوم حتى تحصل على الطعام».
في السابع من يوليو عام 1981، عندما دُفعت بيلغريم إلى إلقاء خطاب قرب نوكس في إنديانا، توفت بعدما دهستها سيارة. قبل تلك الحادثة، عبرت بيلغريم الولايات المتحدة الأمريكية للمرة السابعة. وعقب موتها، حُرق جثمانها ودُفن رمادها في قطعة أرض تملكها العائلة قرب إيغ هاربور سيتي في نيو جيرسي.

## الإرث
جميع أصدقاء بيس بيلغريم من المتطوعين في المنظمات غير الربحية، وكرسوا حياتهم لجعل المعلومات المتعلقة بحياة بيس بيلغريم ورسالتها السلمية متاحة ومجانية لجميع الناس. منذ عام 1983، نشر أصدقاؤها ووزعوا 400 ألف نسخة من كتاب بيس بيلغريم: حياتها وعملها بناءً على كلامها الشخصي، وأكثر من 1.5 نسخة من كُتيّب خطوات نحو السلام الداخلي.